# Friso Emons
Friso Emons, född 5 oktober 1998 i Tilburg, är en nederländsk skridskoåkare som tävlar i short track.

## Karriär
I mars 2018 var Emons en del av Nederländernas lag som tog brons i 3 000 meter stafett vid junior-VM i Tomaszów Mazowiecki. I januari 2021 var han en del av Nederländernas lag som tog guld i 5 000 meter stafett vid EM i Gdańsk. I april 2022 var Emons en del av Nederländernas lag som tog silver i 5 000 meter stafett vid VM i Montréal.
I januari 2023 tog Emons brons på 1 500 meter samt var en del av Nederländernas lag som tog guld i 5 000 meter stafett vid EM i Gdańsk. I januari 2024 tog han silver på 1 500 meter samt var en del av Nederländernas lag som tog guld i 5 000 meter stafett vid EM i Gdańsk.